# Cuthbert Sebastian
Cuthbert Montraville Sebastian (ur. 22 października 1921, zm. 25 marca 2017) – gubernator generalny karaibskiego państwa Saint Kitts i Nevis w latach 1996-2013.
Studiował na uniwersytecie Mount Allison (Nowy Brunszwik, Kanada), z zawodu był chirurgiem.
Sebastian został mianowany generalnym gubernatorem państwa w 1995 i zaprzysiężony 1 stycznia 1996. 1 stycznia 2013, po 17 latach sprawowania urzędu, zwolnił stanowisko na rzecz Edmunda Lawrence’a.